# Civilization VI: Rise and Fall
Sid Meier's Civilization VI: Rise and Fall is het eerste officiële uitbreidingspakket voor het turn-based strategy computerspel Civilization VI. Het werd uitgebracht op 8 februari 2018, en de uitbreiding voegt nieuwe functies, beschavingen en leiders toe.

## Spelervaring
De focus van de Rise and Fall-uitbreiding is om mechanica toe te voegen die de opkomst en vervolgens het instorten van een beschaving nabootsen als gevolg van een aantal factoren. De speler wordt uitgedaagd in hoe hij met deze veranderingen in zijn beschaving omgaat.
De uitbreiding introduceert wereldwijde tijdperken, die worden geactiveerd wanneer een van de beschavingen de vereiste mijlpalen bereikt. Alle beschavingen worden op dit punt geëvalueerd op hun Era Score (tijdperkscore) op basis van verschillende voortgangsdoelen, waaronder het bereiken van bepaalde historische momenten, zoals de eerste keer de wereld rondreizen. De tijdperkscore wordt gebruikt om te bepalen of de beschaving naar een Gouden Tijd (door een drempel te overschrijden) of een Donkere Tijd (door een andere drempel niet te halen) gaat, of anderszins doorgaat naar het volgende tijdperk zonder een van deze effecten (een Normale Tijd). In een Gouden Tijd zijn steden loyaler aan hun leider, waardoor hun productiviteit verbetert. Aan de andere kant zullen steden in een Donkere Tijd minder loyaal zijn. Als de speler in staat is om zijn beschaving uit een Donkere Tijd te halen tegen de tijd van de volgende wereldwijde tijdperkverschuiving, kunnen ze beloningen verdienen, zoals nieuwe overheidsgerelateerde besluiten. Als de speler vanuit een Donkere Tijd naar een Gouden Tijd kan brengen voor de tijdperkverschuiving, verdient hij een Heroïsch Tijdperk, wat verschillende bonussen geeft aan iemands beschaving die veel beter zijn dan die voor een Gouden Tijd. Ongeacht welk tijdperk, spelers selecteren een toewijding om te proberen te volgen voor dat tijdperk, wat extra punten oplevert in de richting van de tijdperkscore door de toewijding door te zetten. Firaxis wil dat spelers een risico- en beloningsspel krijgen door henzelf uit te dagen in een donkere eeuw.
Steden hebben een loyaliteit, die wordt beïnvloed door Gouden of Donkere Tijden. De loyaliteit in steden wordt verhoogd door de bevolking tevreden te houden en door nabijgelegen steden loyaal te houden. Loyaliteit kan echter verloren gaan door veranderingen in beleid, ontevredenheid en de aanwezigheid van vijandelijke steden in de buurt. Als de loyaliteit van een stad tot nul daalt, wordt het een Vrije Stad, die dan niet langer gecontroleerd kan worden door de speler, en kan het door elke beschaving met een leger worden ingenomen of door hun eigen loyaliteit uit te oefenen door nabijgelegen steden om de stad in hun beschaving op te nemen. Deze manier van het gebruik van loyaliteit kan ook worden gebruikt om de bestaande neutrale stadstaten over te nemen, hoewel deze hun bonussen verliezen wanneer ze worden opgenomen. Om loyaliteit te ondersteunen, kunnen spelers een gouverneur creëren en toewijzen aan een stad via de civics tree. Gouverneurs zijn gespecialiseerd in een van zeven gebieden, zoals militair of economie, en geven loyaliteit en andere stadsfuncties een boost als de stad zich op die taken richt. Gouverneurs kunnen in niveaus worden geüpgraded om krachtigere bonussen te bieden, maar de speler heeft een maar beperkte pool van upgradepunten om hieraan te besteden, waardoor ze moeten beslissen of ze een of twee krachtige gouverneurs hebben tussen verschillende zwakke, of een spreiding van middelmatige gouverneurs. 
Beschavingen kunnen bondgenootschappen aangaan met andere beschavingen op basis van specifieke doelen, zoals een wetenschappelijk bondgenootschap om onderzoek te delen, of een economisch bondgenootschap om zich te specialiseren in handelsroutes. Bondgenootschappen kunnen in de loop van de tijd krachtiger worden.
De uitbreiding introduceert noodsituaties die worden veroorzaakt door specifieke gebeurtenissen, zoals een beschaving die een kernwapen gebruikt of een beschaving die een godsdienstoorlog begint door een stad van een andere beschaving met een andere religie naar hun religie te bekeren. Elke beschaving kan betrokken raken bij de noodsituatie, afhankelijk van de toestand: in het geval van een kernwapen kunnen alle andere beschavingen worden geallieerd tegen degene die het heeft gebruikt, terwijl in het religieuze geval de beschavingen die dezelfde religie hebben geconfronteerd worden met degenen met de andere religie. Elke partij in de noodsituatie krijgt dan een lijst met kortetermijndoelen, die ze moeten behalen om te overwinnen in de situatie. De eerste partij die hun doelen voltooit krijgt beloningen die voor de rest van het spel geldig zijn. 
Er werden nieuwe eenheden en stadsverbeteringen toegevoegd om deze functies te ondersteunen, evenals een nieuw type district: het Government Plaza. Een beschaving kan maar één Government Plaza hebben. De uitbreiding voegt ook nieuwe beschavingen toe.
Voor een lijst van de nieuwe beschavingen, zie: Civilization VI.

## Ontvangst
| Recensiescore       | Recensiescore |
| Recensieverzamelaar | Score         |
| ------------------- | ------------- |
| Metacritic          | 79/100        |
| Publicist           | Score         |

Het spel ontving over het algemeen positieve recensies, aldus Metacritic. 
Het werd genomineerd voor "Best Original Choral Composition" met "Cree - The Atomic Era (The Drums of Poundmaker)" bij de G.A.N.G. Awards 2019.
Civilization · II (Conflicts in Civilization · Fantastic Worlds · Test of Time)  ·  III (Play the World · Conquests) · IV · (Warlords · Beyond The Sword) · Colonization · Revolution · V (Gods & Kings · Brave New World) · World · Revolution 2 · Beyond Earth (Rising Tide) · VI · (Rise and Fall · Gathering Storm) · VII